# Kreis Lausanne
| Kreis Lausanne           | Kreis Lausanne       |
| Basisdaten               | Basisdaten           |
| ------------------------ | -------------------- |
| Staat:                   | Schweiz              |
| Kanton:                  | Waadt (VD)           |
| Bezirk:                  | Lausanne             |
| Hauptort:                | Lausanne             |
| Fläche:                  | 41,37 km²            |
| Einwohner:               | 144'160 (31.12.2023) |
| Bevölkerungsdichte:      | 3485 Einw. pro km²   |
| Aufgehoben am:           | 31. Dezember 2006    |
| Karte                    |                      |
| Karte von Kreis Lausanne |                      |

Der Kreis Lausanne (französisch Cercle de Lausanne) war bis zum 31. August 2006 eine Verwaltungseinheit des Bezirks Lausanne im Kanton Waadt in der Schweiz. Sitz des Kreisamtes war Lausanne.
Der Kreis umfasste eine Gemeinde und war 41,37 km² gross. Die Gemeinde des ehemaligen Kreises zählte Ende 2023 144'160 Einwohner.
in km²